# Governo de União Nacional de Transição
O Governo de União Nacional de Transição (Gouvernement d'Union Nationale de Transition ou GUNT) foi um governo de coalizão de grupos armados que nominalmente governaram o Chade de 1979 a 1982, durante a fase mais caótica da guerra civil de longa duração, que começou em 1965. O GUNT substituiu a frágil aliança liderada por Félix Malloum e Hissène Habré, que entrou em colapso em fevereiro de 1979. O GUNT foi caracterizado por intensas rivalidades que levaram a confrontos armados e a intervenção da Líbia em 1980. A Líbia interveio em apoio ao presidente do GUNT, Goukouni Oueddei, contra o ex-ministro da Defesa,  Hissène Habré.
Devido a pressões internacionais e as relações difíceis entre Goukouni e o líder líbio Muammar al-Gaddafi, Goukouni pediu aos líbios para deixar o Chade em novembro de 1981, eles foram substituídos por uma Força Interafricana (IAF). A IAF mostrou-se disposta a enfrentar a milícia de Habré, mas em 7 de junho de 1982, o GUNT foi deposto por Habré; Goukouni fugiu para o exílio.
O GUNT, sempre sob a liderança de Goukouni, tornou-se assim uma coalizão de grupos de oposição com o objetivo de derrubar Habré. A Líbia desempenhou mais uma vez um papel decisivo, dando apoio maciço a Goukouni, e reduzindo o GUNT ao status de um proxy líbio. A intervenção francesa impediu o GUNT de derrubar Habré em 1983 e limitou controle da Líbia-GUNT para o norte do Chade. As dissensões internas e os problemas com patrocínio da Líbia, nomeadamente pela prisão de Goukouni pelos líbios, provocou a desintegração do GUNT em 1986.